# FreuD Euch
Albums de Nina Hagen
Revolution Ballroom
(1993) Beehappy
(1996)
FreuD euch est le neuvième (septième en solo) album studio de Nina Hagen sorti en 1995.

## Liste des titres
1. (Another Junkie) Einfach Nina ("Simplement Nina")
2. Lass mich in Ruhe! ("Laisse-moi en paix !")
3. Stacheldraht ("Fil de fer barbelé")
4. Tiere ("Animaux")
5. Zero Zero U.F.O. ("Zéro zéro OVNI")
6. Gloria Halleluja Amen
7. Geburt ("Naissance")
8. Sonntag Morgen ("Dimanche matin")
9. Abgehaun ("Il a filé")
10. Freiheitslied ("Chant de liberté")
11. Wende ("Tournant")
12. Kunst ("Art")
13. Riesenschritt ("Pas de géant")
14. Sternmädchen ("Fille étoile")
15. Elefantengott Jai Ganesh (Jai Ganesh Dieu éléphant")
16. Pank (titre caché, en version acoustique)